# 村岡敏英
村岡 敏英（むらおか としひで、1960年7月25日 - ）は、日本の政治家。国民民主党所属の衆議院議員（3期）、国民民主党秋田県連代表。
維新の党国会対策委員長代行、改革結集の会代表、民進党副幹事長を歴任。父は運輸大臣や内閣官房長官を務めた元衆議院議員の村岡兼造。兄は実業家の村岡兼幸。

## 来歴
秋田県本荘市（現由利本荘市）生まれ。本荘市立南中学校、日本大学鶴ヶ丘高等学校、日本大学商学部卒業。大学卒業後、飛島建設入社。1989年に父の村岡兼造衆議院議員の事務所に秘書として入所。1990年12月、兼造の運輸大臣に就任に伴い私設秘書から運輸大臣政務秘書となる。1997年には内閣官房長官政務秘書に就任。

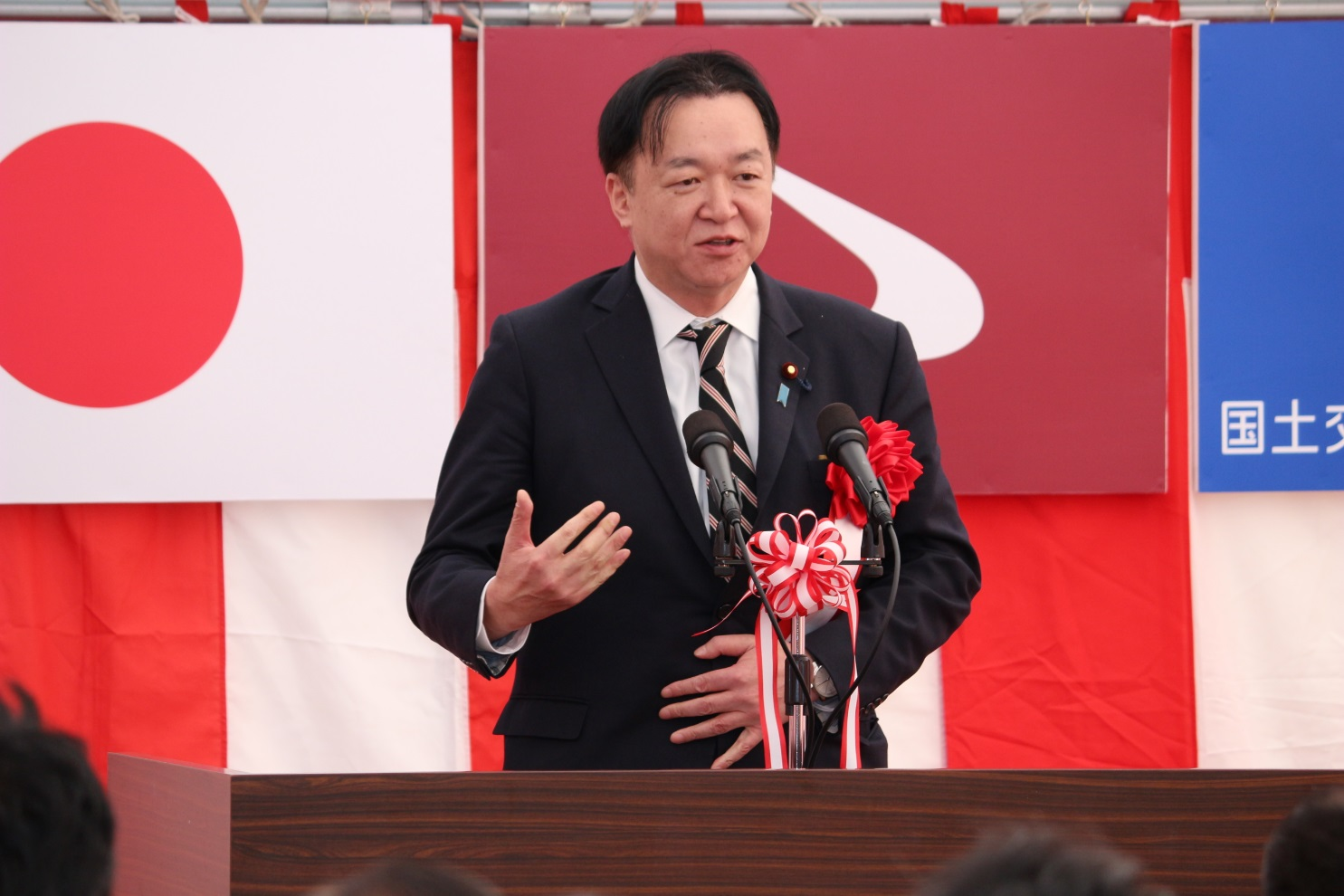
東北中央自動車道院内道路開通式にて（2016年11月5日）

2005年の第44回衆議院議員総選挙に秋田3区から無所属で出馬したが、院内会派「グループ改革」を経て前年に自由民主党に入党した御法川信英に敗れ、落選。2007年、自民党に入党を希望し、自民党秋田県連は次期衆議院議員総選挙でコスタリカ方式により村岡を秋田3区、御法川を比例東北ブロックで公認するよう党本部に要請した。
2009年の第45回衆議院議員総選挙には無所属（平沼グループ）で出馬したが、秋田3区で民主党の京野公子、自民党の御法川の後塵を拝し、得票数3位で再び落選した。
2010年4月に自民党を離党し、第22回参議院議員通常選挙にたちあがれ日本公認で比例区から出馬したが落選。その後太陽の党を経て、日本維新の会に合流した。2012年、第46回衆議院議員総選挙に日本維新の会公認で秋田3区から出馬。小選挙区では御法川に敗れたが、重複立候補していた比例東北ブロックで復活し初当選。2014年7月、日本維新の会の分党に際しては、旧たちあがれ日本の所属議員らが中心の新党結成を目指すグループ（後の次世代の党）ではなく、橋下徹大阪市長による新党結成を目指すグループに参加。同年9月、結いの党・日本維新の会の合流により維新の党の結党に参加。同年12月の第47回衆議院議員総選挙に維新の党公認で秋田3区から出馬し、秋田3区では再び自民党の御法川に敗れたが、前回よりも票差を縮め、重複立候補していた比例東北ブロックで再び復活し、再選。
2015年10月22日、小熊慎司・重徳和彦・小沢鋭仁らと共に維新の党を離党し、10月27日に離党が了承された。12月21日、小熊らと共に政党「改革結集の会」を結成し、村岡は代表に就任した。2016年3月27日、改革結集の会の解散に伴い、民進党に合流。
2017年7月27日、民進党代表の蓮舫が、同月の東京都議会議員選挙の結果を受けて辞任を表明。同年8月2日、村岡、小熊、重徳の3人は蓮舫の辞任に伴う民進党代表選挙に向けて独自候補擁立を模索する方針を表明した。8月23日、村岡、小熊、重徳、井坂信彦、大西健介の5人は、立候補した前原誠司と枝野幸男のそれぞれの陣営に、民共共闘を断ち切るよう求める声明文を提出した。9月1日、代表選実施。村岡らの申し入れ対し「基本的には同じ思いだ」などと応じた前原が大差で枝野を破り、代表に就任した。
同年10月の第48回衆議院議員総選挙では希望の党公認候補として出馬するも御法川に敗れ、比例復活ならず落選（惜敗率87.26％）。2018年の希望の党解党に伴い無所属となった。
2019年の第25回参議院議員通常選挙では、「基本的姿勢が違うところと国政は一緒にできない」と述べ、秋田県選挙区において日本共産党からの支持も受ける無所属新人の寺田静を支持せず、自民党現職の中泉松司を支持することを表明したが、投開票の結果中泉は落選した。選挙後の8月23日、村岡が連合秋田議員懇談会に提出していた退会届が受理され、これにより、村岡と連合秋田との協力関係が解消された。
2020年12月、翌年4月に投開票が行われる秋田県知事選挙に立候補する意向を示した。2021年4月4日の投開票の結果、現職の佐竹敬久に敗れ落選した。
2022年1月8日、第26回参議院議員通常選挙に秋田県選挙区から無所属で立候補すると表明した。同年1月19日、国民民主党が推薦したが、自民党現職の石井浩郎に敗れ落選した。
2023年10月、国民民主党は第50回衆議院議員総選挙に秋田3区から村岡を公認候補として擁立する事を発表した。2024年6月1日、国民民主党秋田県連代表に選出された。同年10月27日の投開票の結果、秋田3区で当選。御法川は重複立候補していた比例東北ブロックで復活当選した。

## 政策・主張

### 憲法
- 憲法改正について、2012年のアンケートで「賛成」と回答[24]。2022年のNHKのアンケートで「賛成」と回答[25]。

- 9条改憲について、2022年の毎日新聞社のアンケートで「反対」と回答[26]。9条への自衛隊の明記について、2022年のNHKのアンケートで「どちらともいえない」と回答[25]。

- 憲法を改正し緊急事態条項を設けることについて、2022年のNHKのアンケートで「賛成」と回答[25]。

### 外交・安全保障
- 敵基地攻撃能力を持つことについて、2022年のNHKのアンケートで回答しなかった[25]。

- 普天間基地の辺野古移設について、2022年の毎日新聞社のアンケートで「どちらかといえば賛成」と回答[26]。

- ロシアは2022年2月24日、ウクライナへの全面的な軍事侵攻を開始した[27]。日本政府が行ったロシアに対する制裁措置についてどう考えるかとの問いに対し、2022年のNHKのアンケートで「さらに強めるべきだ」と回答[25]。同年の毎日新聞社のアンケートで「制裁をより強めるべきだ」と回答[26]。

- 2022年6月7日、政府は経済財政運営の指針「骨太方針」を閣議決定した。NATO加盟国が国防費の目標としている「GDP比2％以上」が例示され、防衛力を5年以内に抜本的に強化する方針が明記された[28]。「防衛費を今後どうしていくべきだと考えるか」との問いに対し、2022年のNHKのアンケートで「ある程度増やすべき」と回答[25]。

### ジェンダー
- 選択的夫婦別姓制度の導入について、2014年のアンケートで「どちらかと言えば反対」と回答[29]。2022年のNHKのアンケートで「賛成」と回答[25]。

- 同性婚を可能とする法改正について、2022年のNHKのアンケートで「賛成」と回答[25]。

- クオータ制の導入について、2022年のNHKのアンケートで「どちらかといえば賛成」と回答[25]。

### 農林水産
農業従事者の直接所得補償
村岡は、欧州などで進んでいる農家の直接所得の割合の増加に関して、衆議院農林水産委員会において「生産者へ直接支払するのが世界の流れ」と指摘。当時の農林水産大臣山本公一に対して「日本の農業対策についても、直接支払を拡充」するべきだと問いただした。これ対して山本農水相から「工夫を凝らしながら」「着実に定着」という答弁を引き出した上で「安定的な農家収入の継続」を視野に「収入保険などを検討する段階」という答弁を引き出した。
TPPに関する輸入米価格の問題
環太平洋連携協定（TPP）締結に際して、衆議院予算委員会で輸入米の売買同時入札問題（SBS問題）について「契約する業者の間で調整金がやりとりされている」と指摘。さらにSBS米の最終価格を農林水産省が把握していない問題などを指摘し、「強制的に調べる仕組みが必要」と述べた。また、村岡は、農林水産省の言う「農産米全体、約800万トンに対するSBS米の割合は低い」という答弁に対して、SBS米の競合は「業務用米」であると指摘。これらの価格に影響がないことを調べるべきだとした。さらに、入札に参加している「ダミー業者」の存在を指摘、山本農水相から「SBS米を譲り受けたものを含み（監視を）運用する」という答弁を引き出し、米価の安定に努めた。
村岡は、2016年10月13日の秋田魁新報のインタビューでTPPによって輸入された米について「国産米を安くしている疑いがある」と不信感をあらわし、「TPPに関する特別委員会や農林水産委員会でも追及していく」と意気込みを語った。
2018年10月17日のTPPに関する特別委員会において、村岡は「外食産業」におけるコメの購入価格の調査を要求。さらに、米国や豪州の農産物に関して「7年後の再協議」の項目にも疑問を呈した。これらの質問に対して、当時の首相安倍晋三は「しっかり審議」すると答弁した。
TPPに関する酪農と米価の問題
TPPによる牛肉や乳製品価格への影響について、TPPの影響で「酪農が駄目になると飼料用の米政策もだめになる」として、TPPの牛肉セーフガードの効果を疑問視し、酪農への影響が「農業全般に波及」すると主張した。また、「和牛はある程度授業がある」という認識を述べた上で「乳用牛（の肉の価格）には大きな影響がある」として、酪農家の競争力を高めるための施策が必要だと述べた。
天災による農業被害への政府補償問題
2017年5月16日の衆議院農林水産委員会に置いて、湯沢市などで広がった降ひょうによるサクランボの被害に対して質問、当時の農林水産大臣の山本からサクランボやシャクヤクなど被害を農水省で確認したことにあわせ、被害に対して「営農が継続」できるような支援をするという答弁を引き出した。さらに、2017年7月下旬に秋田を襲った記録的大雨における農業被害に対して、激甚災害指定や「農業施設の復旧」「被害者の生活支援」「インフラの早期復旧」「金融支援」を当時の内閣官房長官菅義偉に訴えた。村岡は訴えに先立ち、秋田魁新報の取材に「農業はこれからも被害拡大が心配される」「秋田県はこれほどの雨を経験したことがない」として、激甚災害指定が必要だという考えを示した。
科学的農業の推進
秋田魁新報のインタビューに対して、「勘に頼った農業」から「科学的な農業」への転換を訴え、さらに、政府や経済界のメンバーで構成される委員会などが「現場にそぐわない改革案」を出していると批判した。村岡は、農業従事者が「努力と改革を続けている」として、これら改革を「強く発信」する必要があると述べた。

### その他
- アベノミクスについて、2022年の毎日新聞社のアンケートで「評価できず、見直すべきだ」と回答[26]。

- 「原子力発電への依存度を今後どうするべきか」との問題提起に対し、2022年のNHKのアンケートで「下げるべき」と回答[25]。

- 国会議員の被選挙権年齢の引き下げについて、2022年の毎日新聞社のアンケートで「賛成」と回答[26]。

- 2016年10月におきた由利本荘市の交通事故をきっかけに、日本海東北自動車道など国が管理している道路に関して、中央にラバーボールだけしかない自動車道路に関して、国土交通委員会の質疑で、「2車線区間は4車線区間にくらべて事故の割合が2倍」と指摘。「ワイヤーロープや飛び出し防止柵の設置」を要求した。これに対して当時の国土交通大臣石井啓一から「速やかに安全対策をとりたい」という答弁を引き出し、日東道などの整備を図った[40]。

## 人物
- 本荘市立南中学校時代には軟式野球部に所属をしており東北大会で優勝を経験。当時のエースは工藤幹夫[41][42]。
- 兄は元JC会頭で第15回（2001年）の秋田県知事選挙に立候補した村岡兼幸。兼幸は、後に村岡建設工業の社長に就任している（兼造の秋田県議会議員転出後、兼幸・敏英兄弟の叔父で兼造の弟に当たる村岡淑郎が長年同社の社長を務めながら商工会関連の数々の役職についていた）。
- 喫煙者であり、衆議院議員時代には超党派の愛煙家国会議員からなる議員連盟「もくもく会」に所属していた[43]。

## 選挙歴
| 当落 | 選挙                     | 執行日         | 年齢 | 選挙区       | 政党           | 得票数     | 得票率 | 定数 | 得票順位 /候補者数 | 政党内比例順位 /政党当選者数 |
| ---- | ------------------------ | -------------- | ---- | ------------ | -------------- | ---------- | ------ | ---- | ------------------ | ---------------------------- |
| 落   | 第44回衆議院議員総選挙   | 2005年09月11日 | 45   | 秋田県第3区  | 無所属         | 7万9759票  | 28.8%  | 1    | 3/3                | /                            |
| 落   | 第45回衆議院議員総選挙   | 2009年08月30日 | 49   | 秋田県第3区  | 無所属         | 7万6787票  | 28.2%  | 1    | 3/4                | /                            |
| 落   | 第22回参議院議員通常選挙 | 2010年07月11日 | 49   | 参議院比例区 | たちあがれ日本 | 6万9375票  | 14.6%  | 48   | 3/9                | 3/1                          |
| 比当 | 第46回衆議院議員総選挙   | 2012年12月16日 | 52   | 秋田県第3区  | 日本維新の会   | 7万4422票  | 32.7%  | 1    | 2/5                | 2/2                          |
| 比当 | 第47回衆議院議員総選挙   | 2014年12月14日 | 54   | 秋田県第3区  | 維新の党       | 8万8483票  | 44.9%  | 1    | 2/3                | 2/2                          |
| 落   | 第48回衆議院議員総選挙   | 2017年10月22日 | 57   | 秋田県第3区  | 希望の党       | 9万3746票  | 44.1%  | 1    | 2/3                | 4/3                          |
| 落   | 2021年秋田県知事選挙     | 2021年4月4日   | 60   | ーー         | 無所属         | 19万3538票 | 41.1%  | 1    | 2/4                | /                            |
| 落   | 第26回参議院議員通常選挙 | 2022年07月10日 | 61   | 秋田県選挙区 | 無所属         | 16万2889票 | 35.7%  | 1    | 2/6                | /                            |
| 当   | 第50回衆議院議員総選挙   | 2024年10月27日 | 64   | 秋田県第3区  | 国民民主党     | 8万3001票  | 45.0%  | 1    | 1/3                | /                            |

## 著書
- 村岡敏英『STAFF 秘書が見た日本政治の十六年』扶桑社、2004年、306頁。ISBN 978-4594048358。

## 出演番組
- FM秋田「What the Number?」